# Liste des espèces d'oiseaux disparues

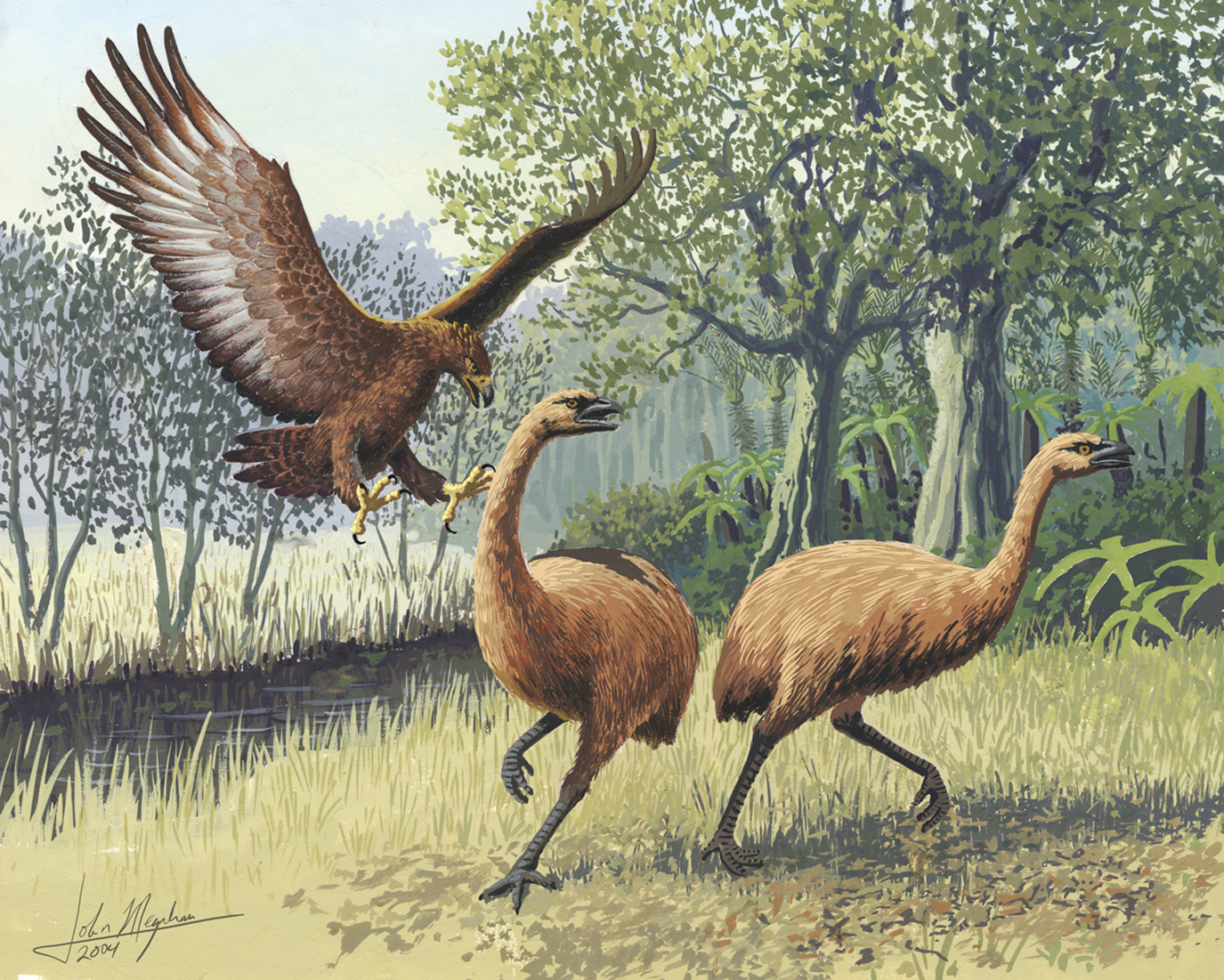
Vue d'artiste d'un aigle d'Haast géant attaquant un moa.

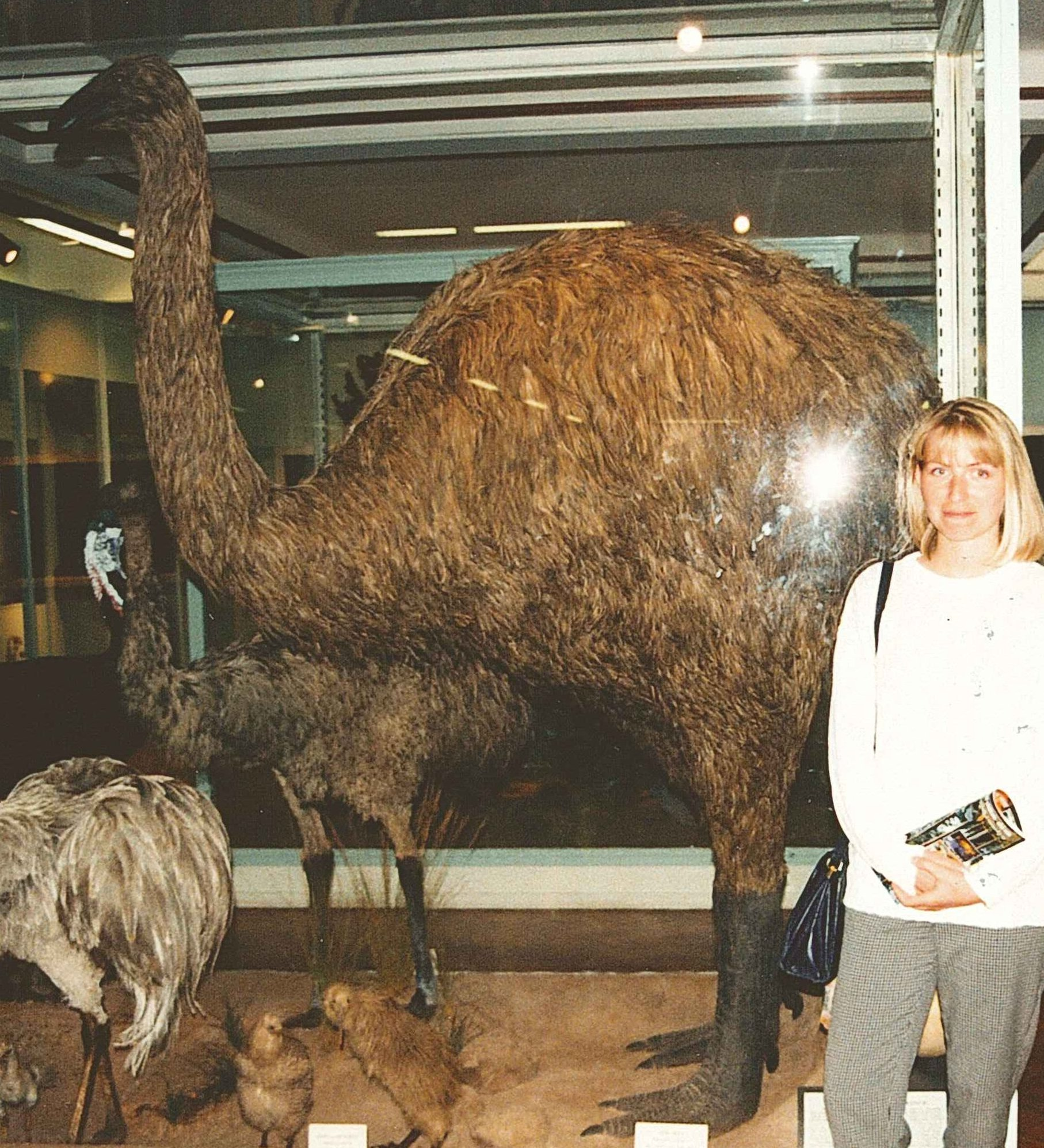
Reconstitution dAepyornis à Pietermaritzburg (Natal Museum) – Afrique du Sud

Depuis 1600, plus d'une centaine d'espèces d'oiseaux a disparu, alors que la vitesse d'extinction semble même augmenter. Hawaii constitue l'exemple le plus flagrant, où 30 % des espèces endémiques ont aujourd'hui disparu. D'autres régions ont été aussi sévèrement touchées, comme Guam, qui a vu disparaître 60 % de ses espèces en une trentaine d'années, principalement à cause des serpents importés.
On recense aujourd'hui environ 10 000 espèces d'oiseaux, dont 1 186 en voie de disparition. Sauf pour 11 espèces, cette disparition est d'origine humaine.
Les espèces insulaires, particulièrement d'îles isolées, sont les plus menacées. La disproportion des rallidés dans les espèces menacées reflète la tendance de ces oiseaux à perdre la faculté de voler en cas d'isolement géographique.

## Ansériformes
- Alopochen kervazoi — Ouette de La Réunion (Mascareignes 1674)
- Alopochen mauritianus — Ouette de Maurice (Mascareignes 1698)
- Anas pachyscelus - Bermudes
- Anas theodori — Canard de Maurice (Mascareignes 1710)
- Branta hylobadistes — Nēnē-nui (îles du Pacifique, probablement éteint vers Xe siècle av. J.-C.).
- Branta (nouvelles espèces), oie géante d'Hawaii
- Camptorhynchus labradorius — Eider du Labrador. Cet eider n'a jamais été très commun. Bien qu'il ait été chassé pour sa viande, il a probablement disparu à cause du déclin des moules et des coquillages dû à la pollution. Le dernier a été vu à Elmira, New York, en 1878.
- Cereopsis novaezeelandiae — Céréopse de Nouvelle-Zélande
- Cygnus atratus sumnerensis — Cygne de Nouvelle-Zélande
- Mareca marecula — Canard d'Amsterdam (Île Amsterdam 1800)
- Mergus australis — Harle austral (Îles Auckland 1902)
- Netta caryophyllacea — Nette à tête rose. Officiellement espèce menacée, mais probablement éteinte. La seule zone où elle pourrait encore exister serait le nord de la Birmanie, grâce à son isolement. Ce canard est régulièrement mentionné dans cette zone, mais les recherches n'ont pas abouti.
- Tadorna cristata — Tadorne de Corée. Officiellement espèce menacée depuis des rapports récents encore à confirmer. Dernière observation confirmée en 1964.

## Caprimulgiformes
- Siphonorhis americanus — Engoulevent de Jamaïque

## Charadriiformes
- Coenocorypha miratropica - Fidji
- Gallinago anthonyi - Porto Rico
- Numenius borealis — Courlis esquimau Officiellement espèce menacée, les effectifs du courlis esquimau ont extrêmement décru depuis le siècle dernier, ses apparitions se faisant de plus en plus rares.
- Prosobonia leucoptera — Chevalier à ailes blanches (1773, Tahiti).
- Vanellus macropterus — Vanneau hirondelle
- Larus utunui - Huahine (Polynésie française)
- Pinguinus impennis — Grand Pingouin, (Alca impennis). Mesurant 75 cm de haut, le Grand Pingouin, incapable de voler, était le plus grand représentant des pingouins. Il fut chassé jusqu'à l'extinction pour la nourriture et pour le duvet utilisé pour la fabrication de matelas. Le dernier couple a été tué le 3 juillet 1844.

## Ciconiiformes
- Apteribis brevis et Apteribis glenos, des petits ibis incapables de voler des îles hawaiennes.
- Ixobrychus novaezelandiae — Blongios à dos noir (Australie et Nouvelle-Zélande 1900)
- Nycticorax duboisi — Bihoreau de La Réunion (Mascareignes 1674)
- Nycticorax mauritianus — Bihoreau de Maurice (Mascareignes 1700)
- Nycticorax megacephalus — Bihoreau de Rodrigues (Mascareignes 1761)
- Nycticorax olsoni - Éteint à la fin du XVIe siècle (île de l'Ascension)
- Threskiornis solitarius — Ibis de la Réunion (Mascareignes 1750). Cette espèce était nommée initialement Solitaire de la Réunion, une espèce considérée comme proche du dodo et du Dronte de Rodrigues. Des os de cet ibis retrouvés à La Réunion et les anciennes descriptions correspondent plutôt à un ibis sacré, l'hypothèse de la parenté avec le dodo a été abandonnée.
- Xenicibis xymphaticus - Jamaïque

## Columbiformes
- Alectroenas nitidissima — Founingo hollandais. Éteint au XIXe siècle.
- Alectroenas rodericana — Founingo de Rodrigues
- Caloenas canacorum - Nouvelle-Calédonie
- Caloenas maculata — Nicobar ponctué. Aussi connu sous le nom de pigeon vert ponctué, le seul spécimen connu se trouve au musée de Liverpool depuis 1851 sans doute capturé sur une île du Pacifique.
- Columba duboisi — Pigeon de La Réunion
- Columba jouyi - endémique au Japon, vu pour la dernière fois en 1936
- Columba versicolor — Pigeon de Kittlitz
- Didunculus placopedetes - Tonga
- Ducula david
- Ducula harrisoni - Îles Pitcairn
- Dysmoropelia dekarchiskos - Sainte-Hélène
- Ectopistes migratorius — Pigeon migrateur. Le pigeon migrateur (aussi appelé Tourte) fut probablement un jour l'oiseau le plus répandu du monde. Il fut chassé pour sa chair ou pour le sport jusqu'à l'extinction. Le dernier spécimen est mort au zoo de Cincinnati en 1914.
- Gallicolumba ferruginea — Gallicolombe de Tanna
- Gallicolumba longitarsus - Nouvelle-Calédonie
- Gallicolumba norfolciensis
- Gallicolumba nui
- Gallicolumba salamonis
- Macropygia arevarevauupa - Huahine (Polynésie française)
- Microgoura meeki — Microgoura de Choiseul
- Natunaornis gigoura - Fidji
- Pezophaps solitaria — Solitaire de Rodrigues. Vu pour la dernière fois vers 1730.
- Ptilinopus mercierii — Ptilope des Marquises
- Raphus cucullatus — Dodo ou Dronte appelé Didus ineptus par Carl von Linné. Il s'agissait d'un oiseau d'un mètre de haut, originaire de l'île Maurice, incapable de voler. Son habitat forestier fut détruit lors de l'arrivée des Hollandais par les rats, les porcs et les chats qu'ils avaient emmenés avec eux. Le dernier spécimen est mort en 1681, seulement 80 ans après les premiers arrivants.
- Nesoenas rodericanus - Rodriguez

## Coraciiformes
- Halcyon miyakoensis — Martin-chasseur de Miyaco. Il s'agissait d'une sous-espèce du martin-chasseur micronésien (Halycon cinnamomina).
- Upupa antaios — Huppe de Sainte-Hélène, (Sainte-Hélène, 1550)

## Cuculiformes
- Coua delalandei — Coua de Delalande (Madagascar)
- Nannococcyx psix — Coucou de Sainte-Hélène

## Falconiformes
- Argentavis magnificens — Argentavis
- Harpagornis moorei — Aigle d'Haast. Un aigle géant (jusqu'à 2,6 m d'envergure) endémique à la Nouvelle-Zélande, éteint depuis 1400, à cause de la perte de son habitat et de ses proies consécutive à l'occupation humaine.
- Polyborus lutosus — Caracara de Guadeloupe

## Galliformes
- Coturnix gomerae
- Coturnix novaezelandiae — Caille de Nouvelle-Zélande (Nouvelle-Zélande, 1875)
- Megapodius amissus - Fidji
- Meleagris crassipes - Amérique du Nord
- Ophrysia superciliosa — Ophrysie de l'Himalaya. Officiellement espèce menacée. N'a pas été aperçu avec certitude depuis 1876, mais des recherches plus poussées doivent être effectuées, et on en aurait vu aux alentours de Naini Tal en 2003.
- Tympanuchus cupido cupido — Tétras de bruyère, une sous-espèce du tétras des prairies.

## Gruiformes
- Aphanapteryx bonasia — Râle de Maurice
- Aphanapteryx leguati — Râle de Rodrigues
- Atlantisia elpenor — Râle d'Ascension
- Atlantisia podarces — Râle de Sainte-Hélène
- Capellirallus karamu —
- Diaphorapteryx hawkinsi — Râle géant de Chatham
- Dryolimnas augusti - La Réunion, éteint vers 1700
- Fulica chathamensis — Foulque de Nouvelle-Zélande
- Fulica newtoni —  Foulque des Mascareignes
- Gallinula hodgeni — Gallinule de Hodgen
- Gallinula pacifica — Gallinule punaé
- Gallirallus dieffenbachii — Râle de Dieffenbach
- Gallirallus modestus — Râle des Chatham
- Gallirallus pacificus — Râle tévéa (Tahiti)
- Gallirallus sharpei — Râle de Sharpe
- Gallirallus wakensis — Râle de Wake
- Porphyrio albus — Talève de Lord Howe
- Porphyrio kukwiedei — Talève de Nouvelle-Calédonie
- Porphyrio paepae — Talève des Marquises
- Porzana astrictocarpus — Marouette de Sainte-Hélène
- Porzana menehune
- Porzana monasa — Marouette de Kusaie
- Porzana nigra — Marouette de Miller
- Porzana palmeri — Marouette de Laysan
- Porzana piercei
- Porzana sandwichensis — Marouette des Hawaï
- Rhynochetus orarius  -Kagou de l'île des Pins (Nouvelle-Calédonie)

## Passeriformes
- Acrocephalus astrolabii
- Acrocephalus luscinius
- Acrocephalus musae
- Acrocephalus nijoi
- Acrocephalus yamashinae
- Akialoa ellisiana
- Akialoa lanaiensis
- Akialoa obscura
- Akialoa stejnegeri
- Anthornis melanocephala
- Aplonis corvina — Stourne de Kusaie
- Aplonis fusca — Stourne de Norfolk
- Aplonis mavornata — Stourne mystérieux
- Aplonis pelzelni — Stourne de Ponape. Officiellement considéré comme en danger critique d'extinction, plus observé depuis 1995 malgré de nombreuses recherches.
- Bowdleria rufescens — Mégalure des Chatham
- Carduelis carduelis parva — Chardonneret élégant de la sous-espèce parva
- Chaetoptila angustipluma — Méliphage kioéa
- Chaunoproctus ferreorostris — Roselin des Bonin
- Chloridops kona — Psittirostre à gros bec
- Ciridops anna — Ciridopse d'Anna
- Corvus pumilis - Porto Rico et Sainte-Croix
- Drepanis funerea — Drépanide noir
- Drepanis pacifica — Drépanide mamo
- Dysmorodrepanis munroi — Psittirostre de Munro
- Fregilupus varius — Étourneau de Bourbon
- Fregilupus rodericanus
- Gerygone insularis — Gérygone de Lord Howe
- Hemignathus ellisianus — Hémignathe à long bec
- Hemignathus lanaiensis — Hémignathe de Lanai
- Hemignathus obscurus — Hémignathe akialoa
- Hemignathus procerus — Hémignathe akialoa
- Hemignathus sagittirostris — Grand Amakihi
- Heteralocha acutirostris — Huia
- Melamprosops phaeosoma — Po-o-uli masqué (le dernier spécimen connu est mort en captivité le 28 novembre 2004)
- Moho apicalis — Moho d'Oahu
- Moho bishopi — Moho de Bishop
- Moho braccatus — Moho de Kauai
- Moho nobilis — Moho d'Hawaï
- Myadestes oahensis — Solitaire d'Oahu
- Myiagra freycineti — Monarque de Guam
- Necropsar leguati
- Necropsar rodericanus
- Nesillas aldabranus — Nésille d'Aldabra
- Palaeocorax moriorum — Grand corbeau de Chatham
- Paroreomyza flammea — Grimpeur de Molokai
- Pomarea pomerea — Monarque de Maupiti (Îles de la Société, 1850)
- Philydor novaesi  — Anabate d'Alagoas
- Cichlocolaptes mazarbarnetti — Anabate cryptique
- Quiscalus palustris — Quiscale de Mexico (Mexique, 1910)
- Rhodacanthis flaviceps — Petit psittirostre
- Rhodacanthis palmeri — Psittirostre de Palmer
- Rhodacantis forfex — Koa à bec en ciseaux
- Sporophila melanops - Brésil
- Testudophaga bicolor
- Turdus ulietensis — Merle de Raiatea. Un oiseau tout à fait mystérieux connu par un seul dessin et quelques description d'un spécimen disparu. Sa classification demeure impossible, bien que d'après les données biogéographiques et les maigres descriptions, il se serait agi d'un méliphage.
- Turdus ravidus — Merle de Grande Caïman
- Turnagra capensis — Piopio de Nouvelle-Zélande
- Vermivora bachmanii — Paruline de Bachman
- Viridonia sagittirostris — Grand Amakihi
- Xenicus longipes — Xénique des buissons
- Xenicus lyalli — Xénique de Stephens
- Zoothera terrestris — Grive de Kittlitz ou Grive des Bonin
- Zosterops strenua — Zostérops robuste

## Pélécaniformes
- Pelecanus novaezealandiae — Pélican de Nouvelle-Zélande
- Phalacrocorax perspicillatus — Cormoran de Pallas (Kamtchatka, 1850-1860)

## Piciformes
- Campephilus imperialis — Pic impérial. Ce pic de 50 cm va très probablement disparaître prochainement (ouest du Mexique).
- Campephilus principalis — Pic à bec ivoire. La dernière observation confirmée date de 1987 à Cuba. L'observation d'un couple en Louisiane en 1999 a été infirmée. La cause de la disparition de cette espèce est sans doute la perte de son habitat.

## Podicipédiformes
- Podiceps andinus — Grèbe des Andes. Vu pour la dernière fois en Colombie en 1977.
- Podilymbus gigas — Grèbe de l'Atitlan. Vu pour la dernière fois au Guatemala en 1986, déclarée éteinte depuis 1994.
- Tachybaptus rufolavatus — Grèbe roussâtre. Vu pour la dernière fois au lac Alaotra en 1985, déclarée éteinte en mai 2010.

## Procellariiformes
- Bulweria bifax — Pétrel bifax (Île Sainte-Hélène, éteint vers 1550)
- Oceanodroma macrodactyla — Océanite de Guadalupe
- Pterodroma rupinarum — Pétrel de Sainte-Hélène (Île Sainte-Hélène 1550)

## Psittaciformes
- Alexandrinus exsul - Île Maurice
- Amazona martinicana - Martinique
- Amazona violacea - Guadeloupe
- Anodorhynchus glaucus — Ara glauque. Officiellement espèce menacée, à cause de rumeurs d'observations de spécimens sauvages, mais probablement éteint (Amérique du Sud, première moitié du XXe siècle)
- Ara tricolor — Ara d'Hispaniola (Hispaniola, 1885)
- Conuropsis carolinensis — Conure de Caroline. Seul perroquet de l'est des États-Unis, il fut chassé jusqu'à l'extinction pour ses plumes et pour protéger les cultures. Le dernier spécimen est mort au zoo de Cincinnati en 1918.
- Cyanoramphus ulietanus — Perruche de Raiatea (Polynésie française, 1773)
- Cyanoramphus zealandicus — Perruche de Tahiti (Tahiti, 1844)
- Lophopsittacus mauritianus — Mascarin de Maurice (île Maurice, vers 1675)
- Lophopsittacus bensoni — Perroquet de Benson (île Maurice, vers 1760)
- Mascarinus mascarinus — Mascarin de La Réunion (La Réunion, années 1770)
- Necropsittacus rodericanus — Perroquet de Rodrigues (île Rodrigues, 1763)
- Nestor productus — Nestor de Norfolk (île de Norfolk, 1851)
- Psephotus pulcherrimus — Perruche de paradis (Australie, 1927)
- Psittacula exsul — Perruche de Newton (île Rodrigues, 1875)
- Psittacula wardi — Perruche des Seychelles (Seychelles, 1883)
- Pyrrhura subandina — Conure versicolore (Colombie 1949) inconnue probablement éteint, vu pour la dernière en 1949

## Sphenisciformes
- Waimanu (manchot préhistorique découvert en Nouvelle-Zélande)

## Strigiformes
- Aegolius gradyi
- Athene cretensis
- Athene murivora — Chevêche de Rodrigues (île Rodrigues, 1730)
- Athene trinacriae
- Bubo insularis - Corse et Sardaigne
- Mascarenotus grucheti — Hibou de Gruchet (La Réunion, XVIIe siècle)
- Mascarenotus sauzieri — Petit-duc de Commerson (île Maurice, 1837 ou 1859 suivant les sources)
- Sceloglaux albifacies — Ninoxe rieuse (Nouvelle-Zélande, années 1960)
- Tyto pollens - Andros
- Tyto riveroi - Cuba

## Struthioniformes
- Aepyornis maximus — Æpyornis
- Dinornithiformes — Moa.
  - Anomalopteryx didiformis
  - Dinornis giganteus
  - Dinornis novaezealandiae
  - Dinornis struthoides
  - Emeus crassus
  - Euryapteryx curtus
  - Euryapteryx geranoides
  - Megalapteryx didinus
  - Pachyornis australis
  - Pachyornis elephantopus
  - Pachyornis mappini

Ces grands oiseaux de Nouvelle-Zélande incapables de voler avaient sans doute déjà disparu quand les Européens y débarquèrent en 1642. L'extinction du moa et de son prédateur principal, l'Harpagornis serait due à l'arrivée des premiers Māori vers -1000. Les débarquements les plus anciens, c'est-à-dire entre 1830 et 1840 mentionnent des oiseaux qui auraient pu être les derniers des moas, mais ces observations n'ont jamais pu être confirmées. La Nouvelle-Zélande ne comptait quasiment aucun mammifères sur ses terres. Toute la chaîne alimentaire reposait sur les oiseaux, le moa étant le maillon le plus bas tandis que l'Harpagornis était au sommet de la chaîne. Il existait 10 espèces, dont le Dinornis robustus, l'Euryapteryx gravis et le Megalapteryx didinus.
On a longtemps soupçonné les espèces de moa décrites sous les noms d'Euryapteryx curtus/E. exilis, d'E. huttonii/ E. crassus et de Pachyornis septentrionalis/P. mappini constituaient respectivement les mâles et femelles d'une même espèce. Cela a été confirmé par l'analyse d'ADN extrait d'os. Encore plus intéressant, les trois espèces Dinornis, D. giganteus = robustus, D. novaezealandiae et D. struthioides se sont révélées être les mâles et les femelles de seulement deux espèces, une septentrionale (D. novaezealandiae), l'autre méridionale (D. robustus). Les femelles étaient plus grosses que les mâles, jusqu'à 150 % en taille et 280 % en poids. Ce phénomène de dimorphisme inverse est courant chez les ratites, et est le plus marqué chez les moas et les kiwis.
- Dromaius ater — Émeu noir (Australie 1850)
- Dromaius baudinianus — Émeu de Baudin (Australie 1827)

## Trochiliformes
- Chlorostilbon bracei — Émeraude de Brace (Bahamas, 1900)
- Chlorostilbon elegans — Émeraude de Gould (Jamaïque et Bahamas, 1900)
- Discosura letitiae – Coquette de Letizia (Bolivie ?)
- Amazilia alfaroana